# Efrat
Efrat of Efrata (Hebreeuws: אפרת; Arabisch: أفرات) is een Israëlische nederzetting op de Palestijnse Westelijke Jordaanoever, gesticht in 1983. Deze is gevestigd tussen Bethlehem en Hebron, 6,5 km binnen de Groene Lijn, de formele grens tussen Israël en de Westelijke Jordaanoever in het Gouvernement Bethlehem. Deze nederzetting is gesitueerd binnen het Gush Etsion nederzettingenblok. Door de bouw van de Israëlische Westoeverbarrière is dit gebied grotendeels afgescheiden van de rest van het Palestijnse grondgebied.

## Bevolking en religie

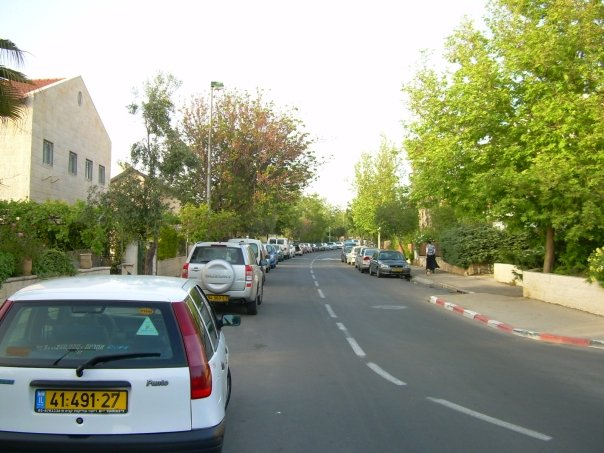
HaGefen-straat in Efrat

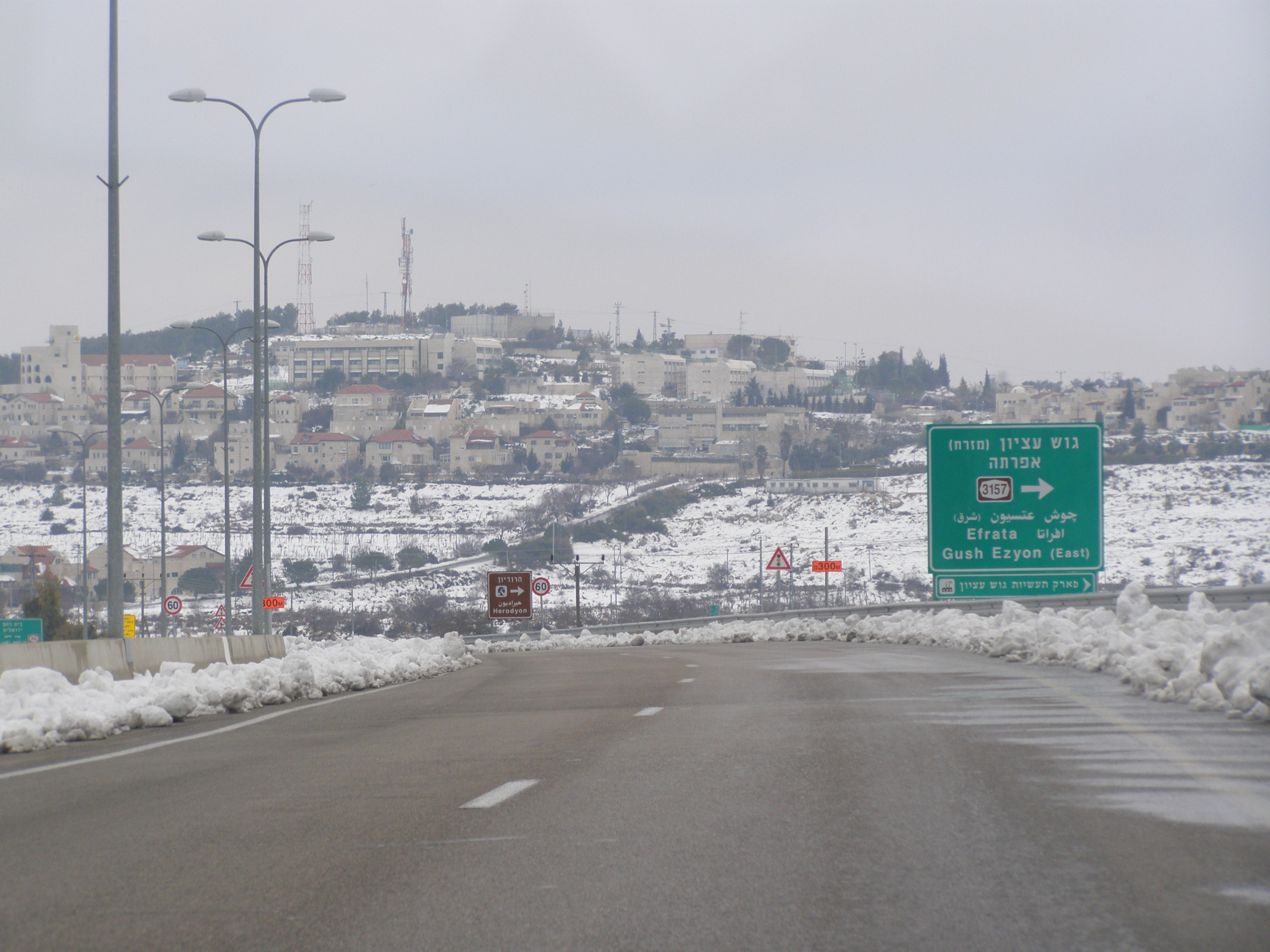
Efrat in de winter.

Eind 2006 waren er 7700 en in januari 2013 9238 inwoners.
De bevolking van Efrat bestaat hoofdzakelijk uit religieuze joodse zionisten. Er zijn meer dan twintig orthodoxe synagoges, meest Ashkenazische, naast een Sefardische en Jemenitische synagoge, en er zijn verscheidene Jesjiva's

## Internationale status
De bouw van dergelijke nederzettingen is door de VN-Veiligheidsraad in resolutie 446 van maart 1979 illegaal verklaard. Met die Resolutie wordt Israël nogmaals opgeroepen te voldoen aan voorgaande resoluties en zich te houden aan de Geneefse Conventies Het Israëlisch hooggerechtshof is het hiermee oneens.
In januari 2014 kondigde Israël de bouw van 1400 nieuwe woningen in de nederzettingen aan, waaronder Efrat.